# 有佐王
有佐王（うさおう、生没年不詳）は、平安時代前期の皇族。官位は従四位上・大舎人頭。

## 経歴
系譜は明らかでないが、桓武天皇から仁明天皇までのいずれかの天皇の孫と考えられる。
清和朝の貞観10年（868年）二世王の蔭位により無位から従四位下に直叙される。その後、大舎人頭に任ぜられると清和朝半ばから宇多朝にかけて20年以上の長きに亘ってこれを務める。この間、元慶元年（877年）従四位上に昇叙されるとともに、越後権守・加賀権守などの地方官も兼帯した。また、貞観17年（875年）には雨乞いのために伊勢大神宮に派遣されて奉幣を行っている。

## 官歴
注記のないものは『日本三代実録』による。
- 貞観10年（868年） 正月7日：従四位下（直叙）
- 貞観17年（875年） 6月9日：見大舎人頭
- 元慶元年（877年） 11月21日：従四位上
- 元慶2年（878年） 4月2日：次侍従
- 仁和3年（887年） 2月17日：兼越後権守
- 寛平5年（893年） 正月：加賀権守[2]